# Alexandre Guimarães
Alexandre Borges Guimarães (* 7. November 1959 in Maceió, Brasilien) ist ein ehemaliger brasilianisch-costa-ricanischer Fußballspieler und jetziger -trainer.
Der gebürtige Brasilianer Guimarães lebt seit seinem 11. Lebensjahr in Costa Rica, dessen Staatsbürgerschaft er 1984 annahm. Er trat für dieses Land als Spieler bei der Fußball-Weltmeisterschaft 1990 an und erreichte das Achtelfinale. Guimarães bestritt insgesamt 16 Länderspiele. 1982, 1988 und 1989 wurde er costa-ricanischer Meister.

## Karriere als Trainer
Nach der Weltmeisterschaft 2002, bei der er Trainer von Costa Rica war, trat er zurück, nahm aber auf Bitten des Verbandes 2005 den Posten wieder an.
Nach dem Vorrundenaus bei der Weltmeisterschaft 2006 erklärte Guimarães Anfang Juli 2006 erneut seinen Rücktritt, als Reaktion auf Medienkritik in Costa Rica und Drohungen gegen seine Familie. Im November 2006 nahm er den Posten als Nationaltrainer der Fußballnationalmannschaft von Panama an. Nach gescheiterter WM-Qualifikation wurde er im Juni 2008 entlassen.
In der Saison 2009/10 trainierte Guimarães Al-Wasl, einen Verein aus Dubai, der in der höchsten Spielklasse der Vereinigten Arabischen Emirate spielt.
In der Saison 2011/12 trainiert Guimarães, wie schon in den 90er Jahren, CD Saprissa. Danach folgten die Trainerstationen von 2012 bis 2014 bei Tianjin Teda in China und von 2016 bis 2018 bei Mumbai City FC in Indien.
Im Juni 2019 wurde Alexandre Guimarães als neuer Trainer vom kolumbianischen Club América de Cali vorgestellt. Dort gewann er Ende 2019 die kolumbianische Meisterschaft. Ab dem 30. November 2020 trainierte er den Ligakonkurrenten Atlético Nacional. Am 5. Juni 2021 wurde er entlassen. Im April 2022 kehrte er zu América de Cali zurück, wo er einen Vertrag bis Juni 2023 unterschrieb. Im März 2024 übernahm der frühere Nationalspieler Costa Ricas LD Alajuelense.